# 드림마켓
드림마켓(영어 : Dream Market)은 2013년 말에 설립된 온라인 다크넷 마켓이다. 드림마켓은 Tor 네트워크의 숨겨진 서비스에서 운영되며 온라인 사용자가 잠재적인 트래픽 모니터링을 피하면서 익명으로 안전하게 검색할 수 있도록 했다. 드림은 스테프로 조정된 논쟁거리를 갖고 에스크로우 서비스를 제공했다. 약, 훔친 자료와 위조된 고객 상품, 모든 사용중인 암호화폐를 포함하여 그 마켓은 품목을 다양하게 팔았다. 그 마켓은 또한 다른 URL 호스팅된 첨부하는 형식들, 어딘가의 판매자, 매도인과 관심을 끌 수 있었던 커뮤니티의 다른 맴버들을 가졌다. 그것은 가장 오래 운영된 다크넷 마켓들 중의 하나였다. 관리자이자 다양한 품목 판매자인 갈 발레리우스는 2017년 8월에 체포되었다. 해당 사이트는 2019년 4월 30일에 폐쇄되었다.

## 역사
2017년 7월 총검 작전의 일환으로 AlphaBay와 Hansa 마켓이 압수되고 폐쇄된 후, 드림 마켓이 주요 다크넷 마켓플레이스가 될 것이라는 추측이 많았다. 이전에 드림 마켓은 두 번째로 큰 다크넷 마켓플레이스로 여겨졌으며, AlphaBay가 가장 크고 Hansa가 세 번째로 컸다. AlphaBay와 Hansa 커뮤니티의 많은 판매자와 구매자가 총검 작전 이후 드림 마켓에 등록했다. 당시 소문에 따르면 드림 마켓은 법 집행 기관의 통제를 받고 있었다.
당시 드림 마켓은 약물 57,000개와 오피오이드 4,000개 목록을 보유하고 있다고 보고가 있었다.
드림 마켓의 관리자이자 많은 상품의 판매자인 갈 벨리어스는 2017년 8월 노트북 국경 수색을 통해 온라인 약물 딜러인 OxyMonster라는 아이디가 확인된 후 체포되었다. 이 기기에서 50만 달러 상당의 암호화폐 비트코인도 발견되었다. 벨리어스는 2016년 2월에 시작된 대규모 온라인 마약 구매와 관련된 진행 중인 조사의 대상이었다.
2019년 3월 24일, 드림 마켓 사이트에 배너가 추가되었고, 2019년 4월 30일에 사이트가 폐쇄된다는 사실이 알려졌다. "서비스를 파트너 회사로 이전합니다"라는 내용과 .onion 링크가 추가 되었다. 일부 사용자는 이것이 진행 중인 분산 서비스 거부 공격에 대한 소유자의 반응이라고 믿는 반면, 다른 사용자는 메시지의 신뢰성을 의심하고 법 집행 기관, 사기꾼 또는 경쟁 시장과의 연관성을 의심했다.